# Limpopo (reka)
Reka Limpopo (/lɪmˈpoʊpoʊ/) izvira v Južni Afriki in teče na splošno proti vzhodu skozi Mozambik do Indijskega oceana. Izraz Limpopo izhaja iz Rivomba (Livombo/Lebombo), skupine naseljencev Tsonga, ki jih je vodil Hosi Rivombo, ki so se naselili v gorski okolici in območje poimenovali po svojem voditelju. Reko so lokalne skupnosti Venda na območju imenovale Vhembe, kjer je to ime zdaj sprejela južnoafriška vlada kot svojo okrožno občino na severu, ime, ki je bilo predlagano tudi leta 2002 kot možni naziv za pokrajino, vendar je bil glasovan proti. Reka je dolga približno 1750 km, s porečjem, velikim 415.000 km2. Povprečni pretok, izmerjen v enem letu, je 170 m3/s do 313 m3/s na njegovem ustju. Limpopo je za reko Zambezi druga največja afriška reka, ki se izliva v Indijski ocean.
Prvi Evropejec, ki je opazil reko, je bil Vasco da Gama, ki se je leta 1498 zasidral ob njenem ustju in jo poimenoval reka Espirito Santo. Njegov spodnji tok je v letih 1868–69 raziskoval St Vincent Whitshed Erskine, kapitan J. F. Elton pa je potoval po srednjem toku leta 1870.
Drenažno območje reke Limpopo se je v geološkem času zmanjšalo. Do poznega pliocena ali pleistocena se je zgornji tok reke Zambezi izlival v reko Limpopo. Sprememba razvodnice je posledica epeirogenega gibanja, ki je dvignilo površje severno od današnje reke Limpopo in preusmerilo vode v reko Zambezi.

## Potek
Reka teče v velikem loku, najprej se cikcakasto vije proti severu in nato proti severovzhodu, nato zavije proti vzhodu in končno proti jugovzhodu. Služi kot meja v dolžini približno 640 kilometrov, ki ločuje Južno Afriko na jugovzhodu od Bocvane na severozahodu in Zimbabveja na severu. Ob sotočju rek Marica in Crocodile se ime spremeni v reko Limpopo. Obstaja več brzic, ko reka odteka iz Osrednje planote nad Velikim robom v Južni Afriki.
Reka Notwane je glavni pritok Limpopa, izvira na robu puščave Kalahari v Bocvani in teče v severovzhodni smeri. Glavni pritok Limpopa, reka Olifants (Elephant River), prispeva okoli 1233 milijonov m3 vode na leto. Drugi večji pritoki so reka Shashe, reka Mzingwane, Crocodile, reka Mwenezi in reka Luvuvhu.
V severovzhodnem delu Južne Afrike reka meji na Krugerjev narodni park. Pristaniško mesto Xai-Xai v Mozambiku je na reki blizu izliva. Pod pritokom reke Olifants je reka plovna do morja, čeprav peščeni greben preprečuje dostop velikim ladjam, razen ob visoki plimi.

## Pritoki
| Levo | Desno |
| --- | --- |
| - Notwane - Bonwapitse - Mahalapswe - Lotsane - Motloutse - Shashe - Umzingwani - Bubi - Mwenezi - Changane | - Marico - Crocodile - Matlabas - Mokolo - Palala - Mogalakwena - Kolope - Sand - Nwanedi - Luvuvhu - Olifants |

## Značilnost porečja
Vode Limpopa tečejo počasi, s precejšnjo vsebnostjo mulja. Karakterizacija reke Rudyarda Kiplinga kot »velike sivo-zelene, mastne reke Limpopo, vse posejane z mrzličnimi drevesi«, kjer prebiva »dvobarvna pitonska kamnita kača« v Just Tak Stories, je primerna. Padavine so sezonske in nezanesljive: v sušnih letih zgornji deli reke tečejo 40 dni ali manj. Zgornji del porečja v puščavi Kalahari je suh, nižje po reki pa postanejo razmere manj sušne. Naslednji odseki odmakajo pogorje Waterberg (Črne gore), biom pollistopadnega gozda in nizke gostote človeške populacije. Rodovitne nižine podpirajo gostejšo populacijo. V porečju Limpopa živi približno 14 milijonov ljudi. Poplave v deževnem obdobju so občasen problem v spodnjem toku. Februarja 2000 so močne padavine med prehodom ciklona povzročile katastrofalne poplave v Mozambiku.
Največja koncentracija povodnega konja v reki Limpopo je med rekama Mokolo in Mogalakwena. V porečju reke Limpopo je veliko rudarskih dejavnosti s približno 1900 delujočimi rudniki, ne da bi šteli okoli 1700 opuščenih rudnikov.

## Zgodovina
Vasco da Gama je bil na svoji prvi ekspediciji verjetno med prvimi Evropejci, ki so opazili reko, ko se je leta 1498 zasidral ob ustju. Vendar pa so bili ljudje v regiji naseljeni že od nekdaj – najdišča v dolini Makapans blizu Mokopana vsebujejo fosile avstralopitekov izpred 3,5 milijona let. Sveti Vincent Whitshed Erskine, kasnejši generalni geodet za Južno Afriko, je v letih 1868–69 potoval do izliva reke.
Zambezijski morski pes je bil ujet več sto kilometrov navzgor ob sotočju rek Limpopo in Luvuvhu julija 1950. Ti prenašajo sladko vodo in lahko potujejo daleč navzgor po Limpopu.
Leta 2013 je bilo približno 15.000 nilskih krokodilov pomotoma izpuščenih v reko iz protipoplavnih vrat na bližnji krokodilji farmi Rakwena.

## Galerija
- Znak na razgledni ploščadi reke Limpopo v narodnem parku Mapungubwe v Južni Afriki s citatom Rudyarda Kiplinga
- Reka, kot je videti iz Crook's Cornerja v narodnem parku Kruger, Južna Afrika. Naravnost pred reko je Mozambik. Čez reko je Zimbabve.
- Prečkanje Limpopa v Mozambiku